# Kizsi
Kizsi (oroszul: Кижи) a karéliai Onyega-tó egyik szigete. Hét kilométer hosszú és mindössze ötszáz méter széles.
A XVI. században végvár volt néhány tucat falu központjaként. Ma szabadtéri skanzen, egy világszerte ismert, fából készült építészeti együttes, ami jó néhány templomból és más épületből áll. Az épületegyüttes jelentős része eredetileg is itt állt, egy kisebb részét más helyekről hozták ide az 1950-es években a környékbeli falvakból. 
Kizsi jelenleg védett szabadtéri néprajzi és építészeti és múzeum, 1990 óta az UNESCO világörökség része.

## A templomai

### Preobarzsenszkaja
Kizsi legismertebb ékessége az 1714-ből származó Preobarzsenszkaja vagy Jézus színeváltozása-templom vagy egész pontos nevén a Церковь Преображения Господня, a Megváltó arcának színeváltozása templom. 
A Preobarzsenszkaja-t szegek nélkül, kizárólag farönkök felhasználásával építettek. A terület legnagyobb kincsének tartják, 1724-ből származik. Huszonkét hagymakupolája van. Közvetlenül hozzácsatlakozik a Pokrovszkaja-templom és a sátortetős harangtorony.  

### Pokrovszkaja
Mellette áll a kilenc hagymakupolás Pokrovszkaja templom (Церковь Покрова Богородицы), valamint egy harangtorony. Ez az egyetlen fatornyú, több kupolás, fazsindelyes templom, ami Nagy Péter idejéből származik.
A legenda szerint az épületeket egy szál fejszével készítette Nyesztor mester. A szekercét azután a tó vizébe hajította, mondván, hogy mivel nem sikerülne még egyszer ilyen szépséget létrehoznia, másnak se sikerülhet.

## Galéria

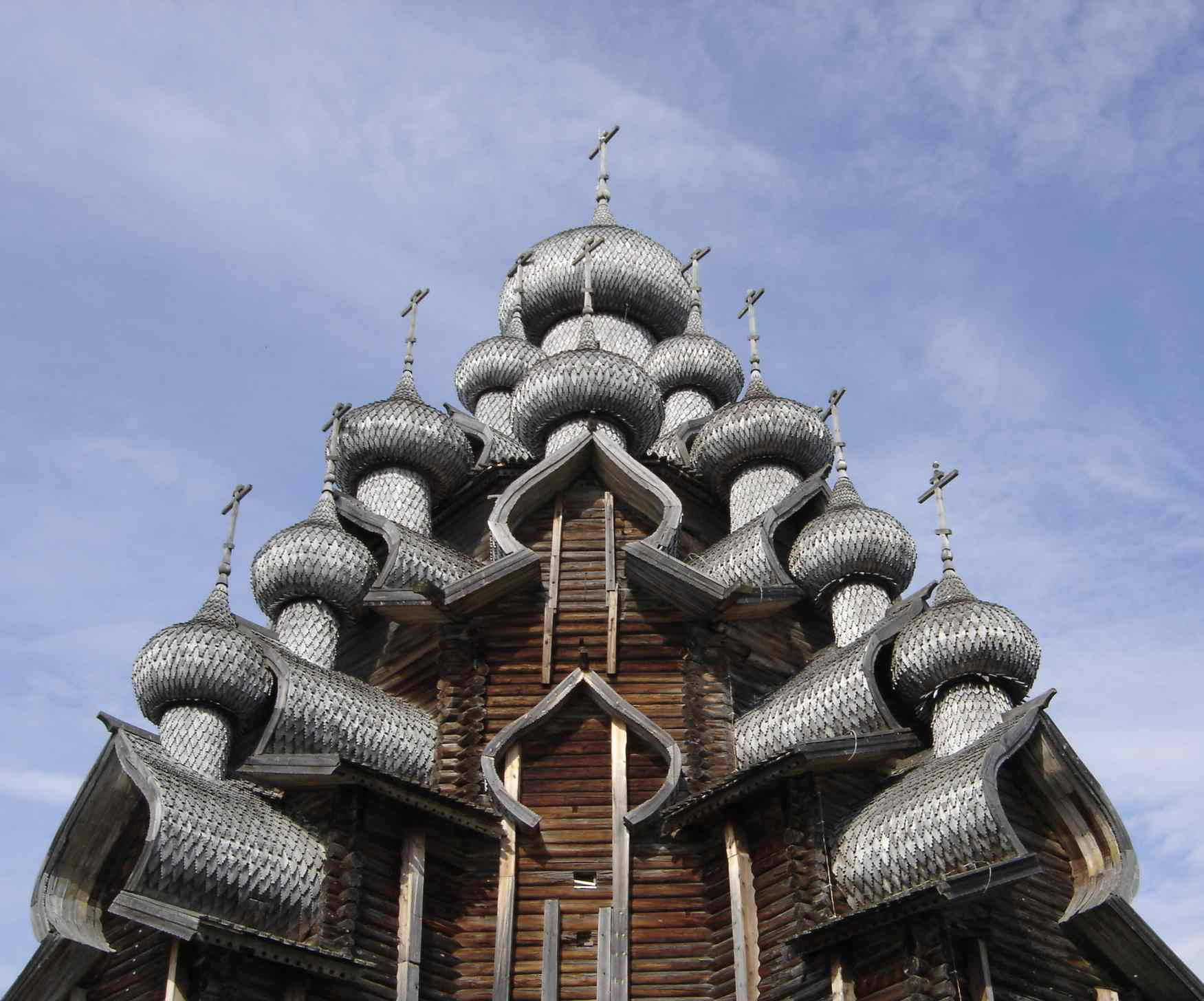
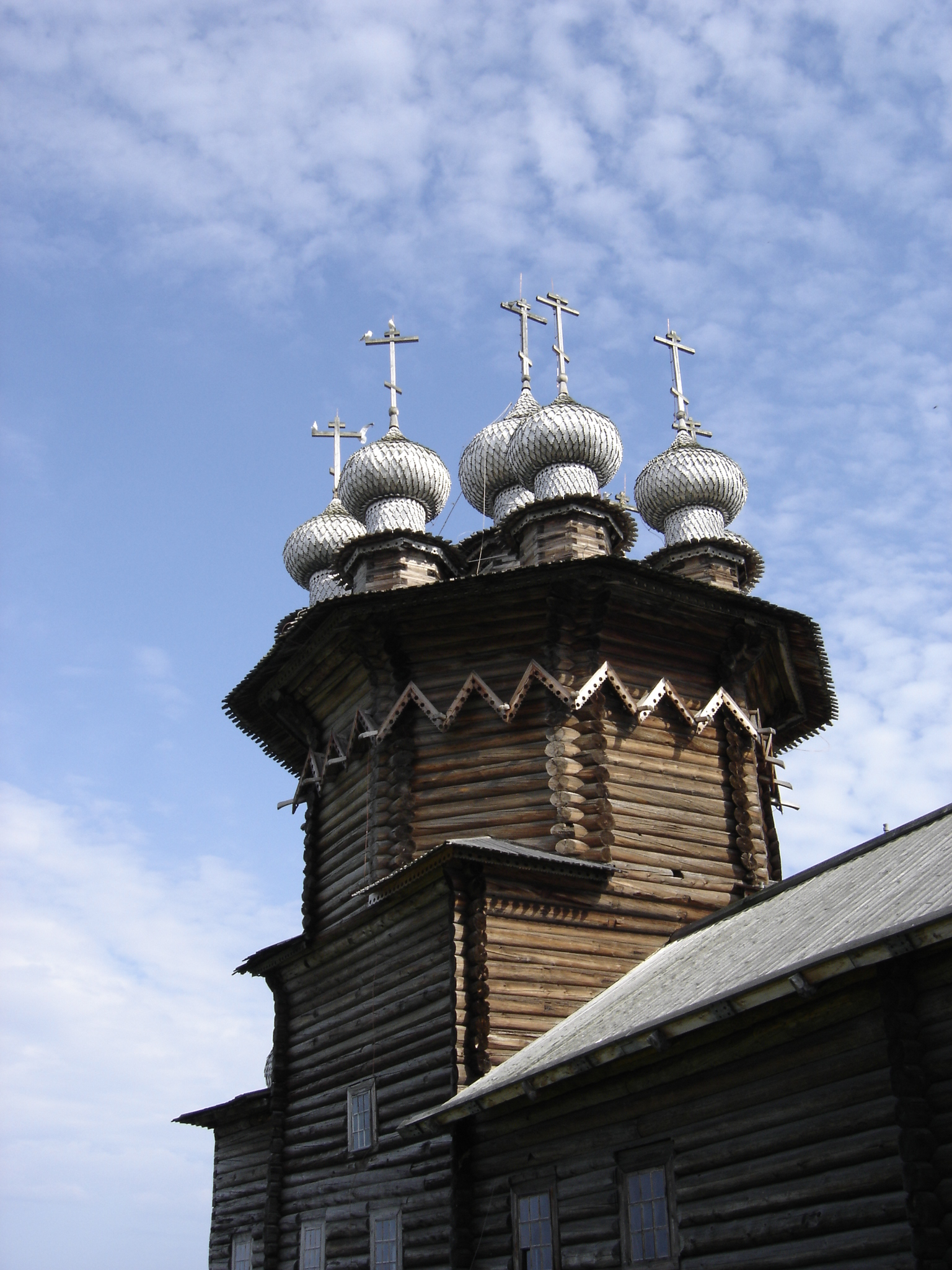
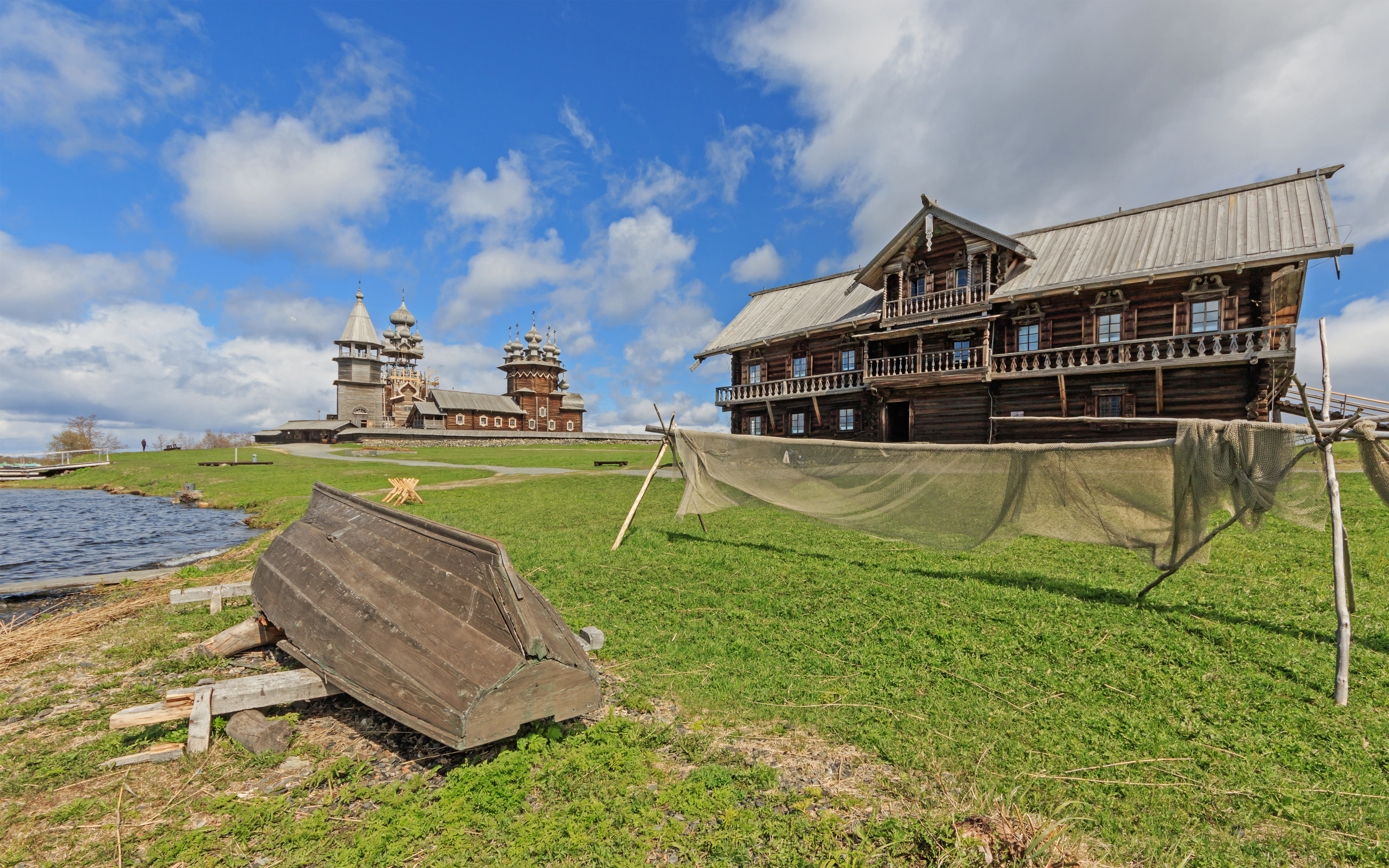